# Kaple Mossèn Homs
Kaple Mossèn Homs, katalánsky Capella de Mossèn Homs, je kaple v katalánském městě Tarrasa, která je zahrnuta do soupisu architektonického dědictví Katalánska. Stojí u vjezdu do města ve čtvrti Sant Llorenç. Kaple, která je zasvěcena Nejsvětějšímu Srdci, se nachází v blízkosti usedlosti Torre de Mossèn Homs.
Budova je jednolodní s apsidou a bočním schodištěm bez přístupu do interiéru. Atrium u vchodu je podporované dvěma kamennými sloupy a pokryté dřevěnými trámy. Na střeše je malá zvonice.